# Auf de schwäbsche Eisebahne

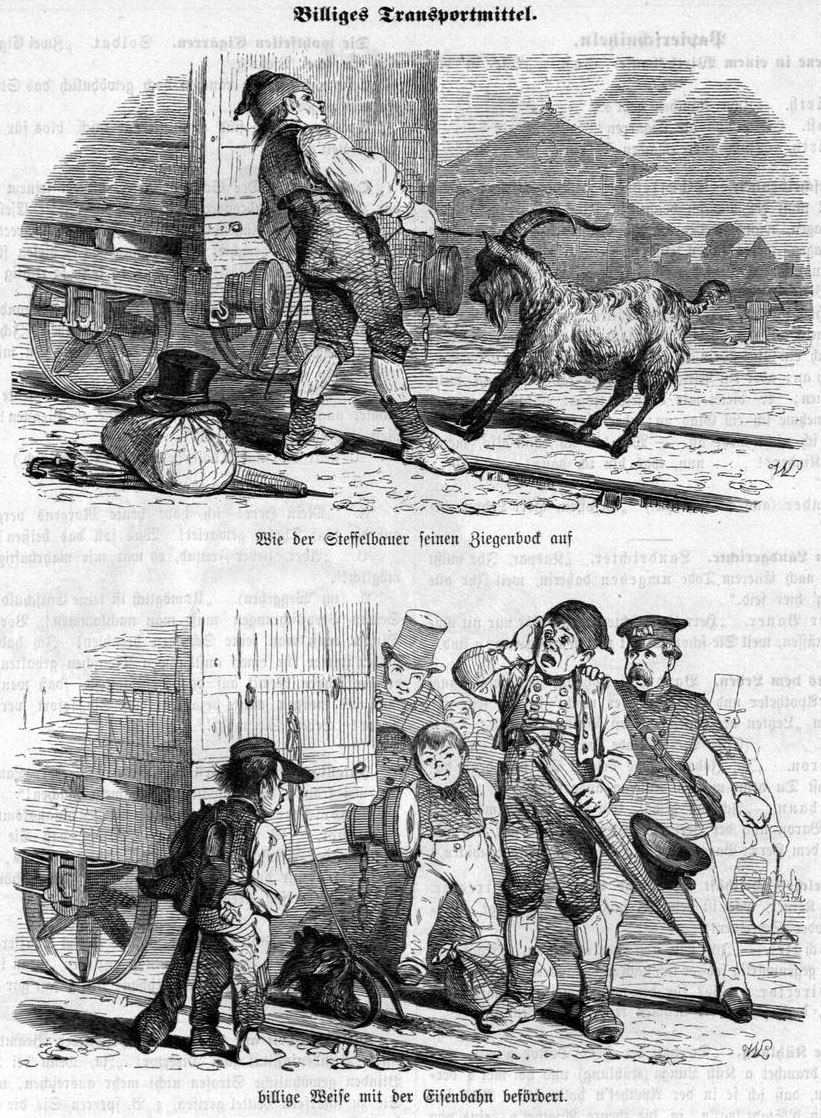
Карикатура из журнала «Fliegenden Blättern» —
— № 421 за 1853 год

Auf de schwäbsche Eisebahne — немецкая (швабская) народная песня, появившаяся в Вюртемберге в начале 1850-х гг. В ней поется о незадачливом крестьянине, поскупившемуся на билет на провоз козы по железной дороге и привязавшему скотинку веревкой к хвосту поезда, однако на следующей станции он видит на веревке только голову своего животного.

## История песни, время ее появления
Первая публикация текста песни четко не задокументирована. В ряде источников можно найти ссылку на то, что первая публикация песни состоялась в 1853 году в тюбингенской ежегодной «Kommersbuch» (сборник студенческих песен, исполняемых во время ежегодных празднований студенческих корпораций. Однако в других источниках утверждается, что тюбингенский «Kommersbuch» за 1853 отсутствует, а эту песню в данном издании можно найти только с 1894 года, в других же сборниках студенческих песен — лишь с 1888 года.
Тем не менее, косвенным доказательством существования песни в 1853 году является появление в этом году карикатуры «Дешевое транспортное средство» в ноябрьском номере иллюстрированного журнала «Fliegende Blätter» («Летучие листки»). Интересно, что двумя годами раньше в сатирическом ежемесячнике «Düsseldorfer Monathefte» появляется карикатура на человека, говорящего на швабском диалекте (судя по изображению — еврейского торговца скотом, однако в песне еврейская тема не присутствует), который привязывает телёнка позади поезда, чтобы сэкономить транспортные расходы
.
Нижняя временная граница создания песни также прослеживается. Поскольку сквозное движение по Железной дороге Королевства Вюртемберг от Штутгарта на Ульм и далее до Меккенбойрена (эти станции называются в первом куплете песни) состоялось в 1850 году, то более раннее ее происхождение можно считать маловероятным. Мелодия ее взята из базельской солдатской песни приблизительно 1850 года.

## Сюжет
Существует много вариантов текста данной песни. Например, в Архиве немецкой народной песни во Фрайбурге содержится около ста различных печатных версий и записей из устной традиции, самая длинная из которых имеет 27 куплетов.
Впрочем, все варианты имеют сходное сюжетное построение. Текст песни делится на две части, вводную и основную. Вводная часть — подлинный панегирик Швабской железной дороге, на которой много станций по всему Вюртембергу (между крайними станциями, упоминаемыми в песне, Штутгартом и Меккенбойреном почти 200 километров). На станциях есть рестораны, где со вкусом можно выпить — закусить. Теперь не нужны почтальоны, потому что жителей будит не почтовый рожок, а гудок паровоза. В поездах ездят горожане и крестьяне, последние могут перевозить скот — коров и быков…
И именно о крестьянине, который должен был перевозить в поезде скотину — козу, повествуется в основной части песни. Вот только скупердяй-крестьянин, который ехал на поезде с женой, решил сэкономить на билете на козу, и привязал животное веревкой к хвостовому вагону — словно к телеге на бычьей тяге, а сам пошел в вагон к жене и закурил трубку… Вот только на следующей станции «хитрец» видит, что на веревке осталась лишь одна голова с рогами! Крестьянин не находит ничего лучшего, как излить свой гнев на кондуктора, на которого он несется с окровавленной козьей головой наперевес. Ибо, по мнению невежественной деревеншины, именно кондуктор виноват в том, что поезд ехал слишком быстро, отчего от козы остались лишь рожки без ножек…
Заканчивается песня предложением содвинуть пивные кружки и выпить за процветание Швабской железной дороги.

В припеве 
Труля, труля, труляля
 Труля, труля, труляля, 
 Штутгарт, Ульм, Биберах,
 Меккенбойрен и Дурлесбах
перечисление станций не совпадает с их последовательностью на железной дороге, где в направлении от Ульма Дурлесбах проследуется перед Меккенбойреном, однако такого порядка требуют ритм, метрика и рифма. Станция Дурлесбах, расположенная в городе Бад-Вальдзее, единственная из перечисленных в песне песен не сохранилась до наших дней: в 1984 году она была закрыта. Но именно на ее территории, рядом с бывшим вокзалом, находится самый большой памятник героям песни.

## Мелодия и слова песни
Слова и мелодия: Швабская народная песня, ок. 1853 г.

## Памятники героям песни
Памятники установлены на территории двух станций, упоминаемых в тексте песни — Меккенбойрен и Дурлесбах.

### Дурлесбах
На бывшей станции Дурлесбах сцена, описанная в песне, изображена возле отрезка колеи, где установлены настоящий паровоз и двумя пассажирских вагона середины XIX века. Крестьянин привязывает козу к хвосту поезда, за этим наблюдают кондуктор и жена крестьянина. Фигуры были созданы скульптором Рене Ауэром из Бад-Вальдзее и отлиты компанией «Штрассакер» в Зюсене.

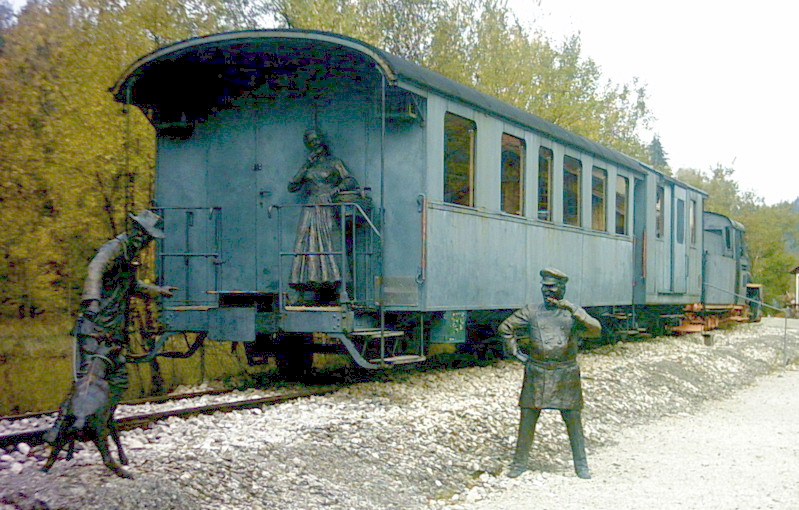
Общий вид памятника на бывшей станции Дурлесбах
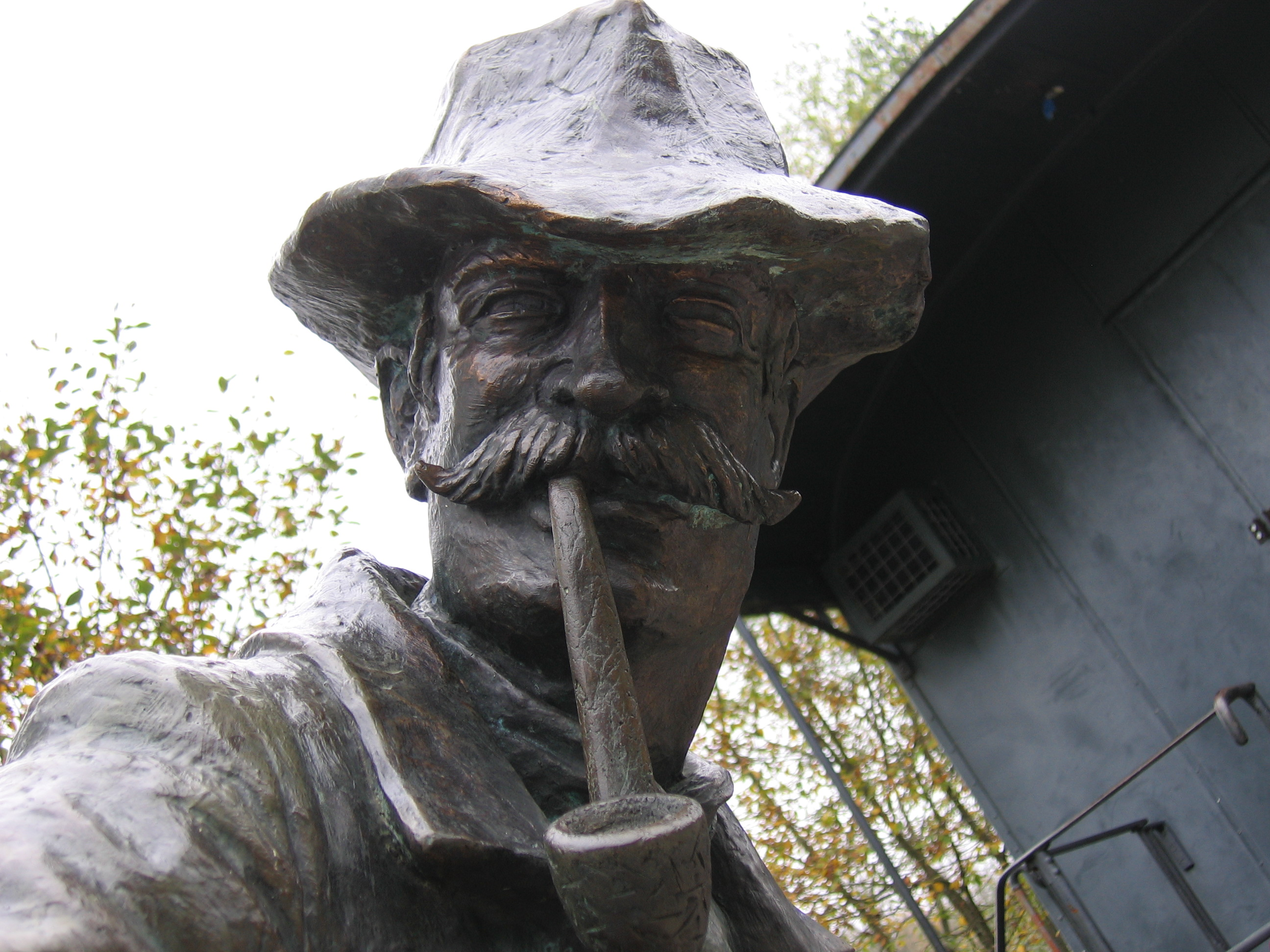
«Крестьянин»
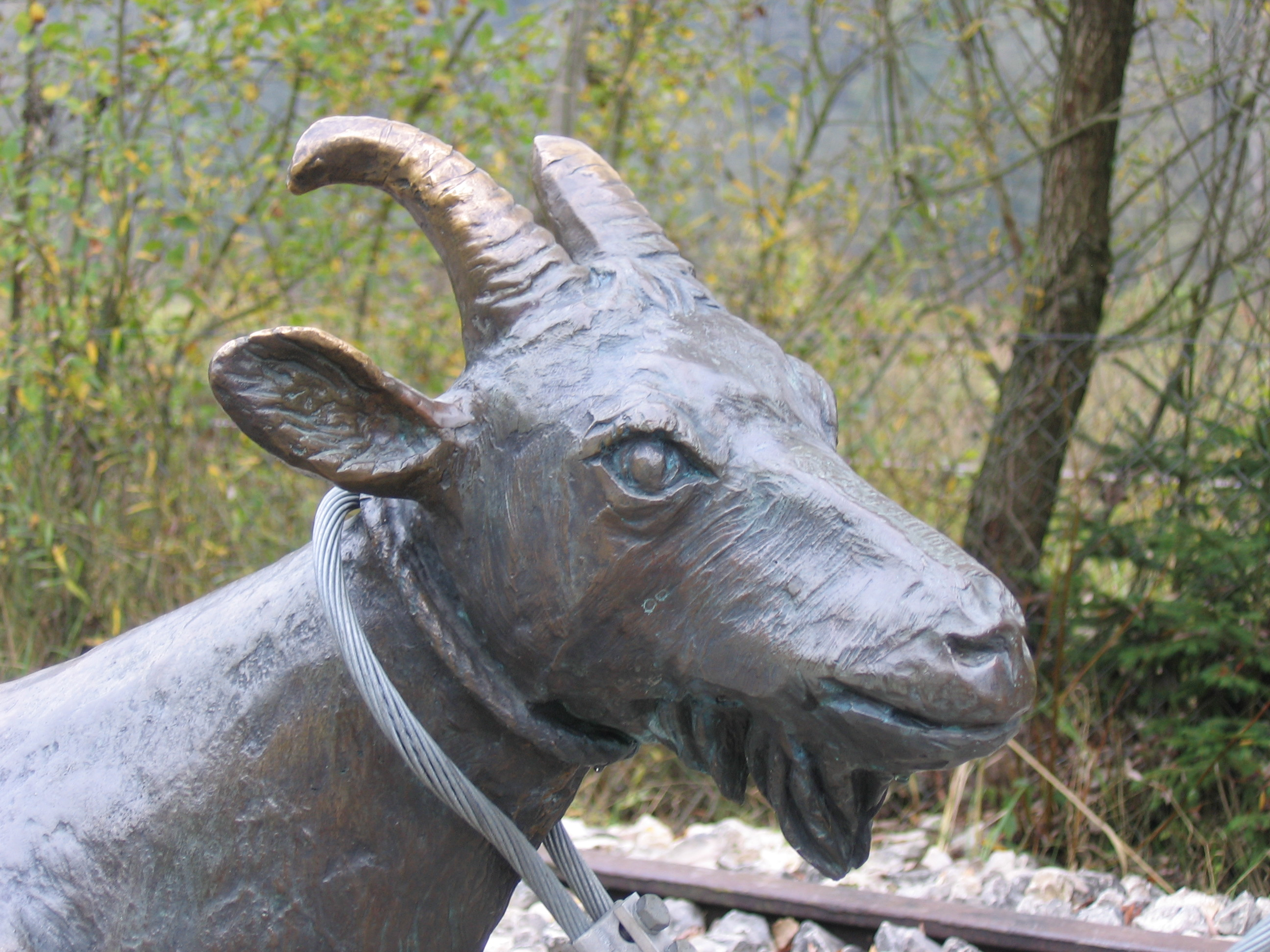
«Коза» (еще целая, до отправления поезда)
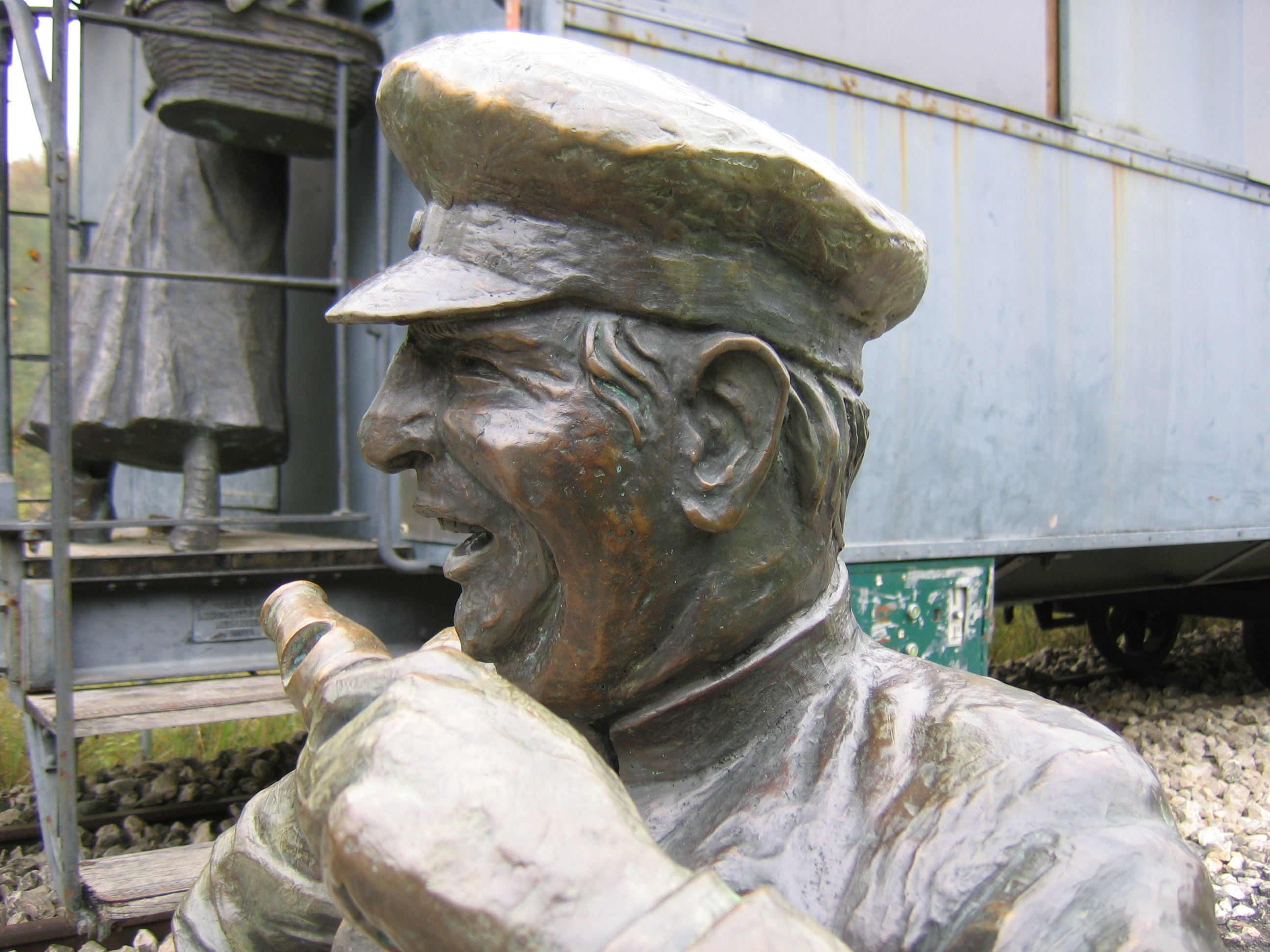
«Кондуктор»
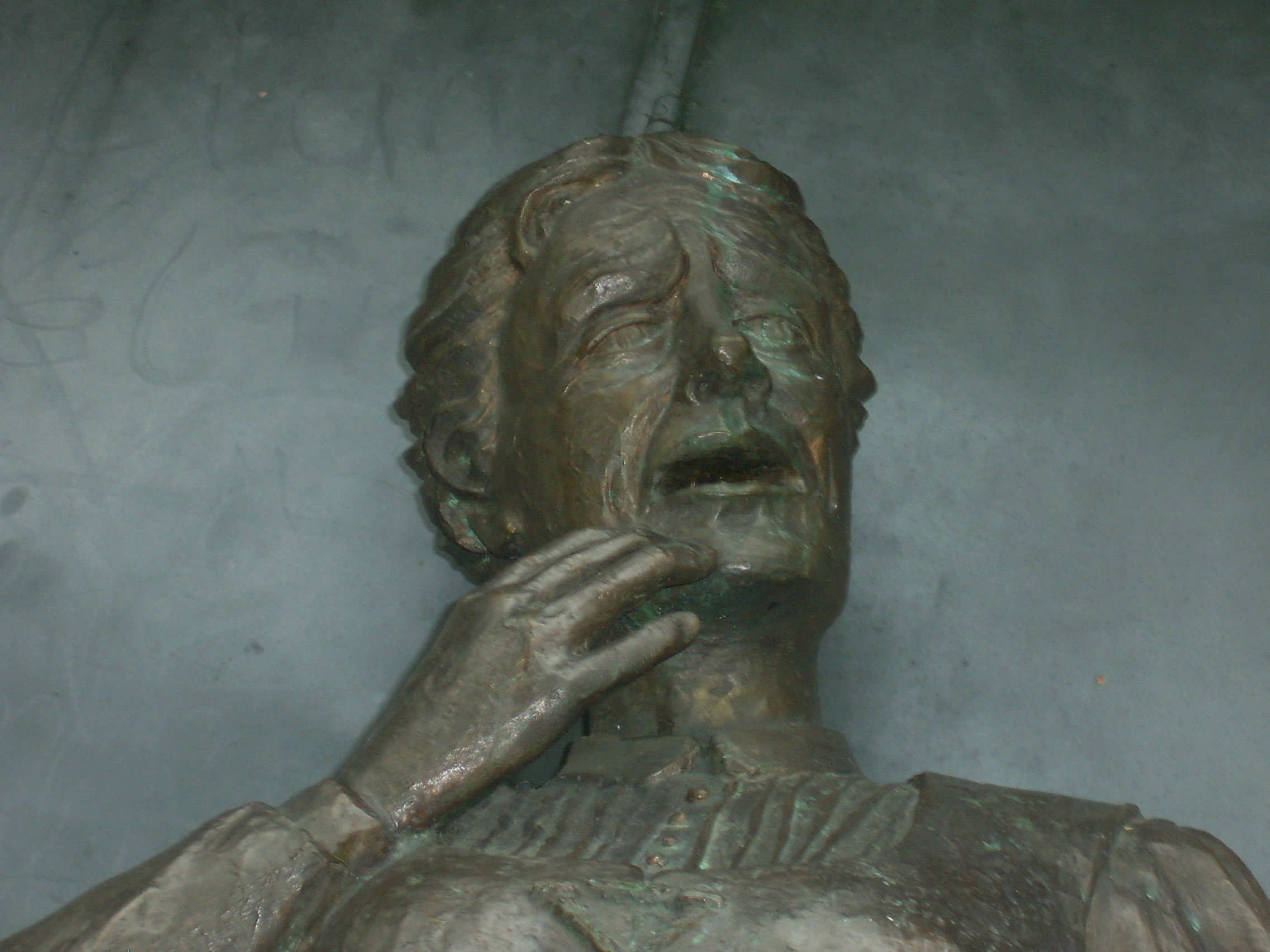
«Жена крестьянина»

### Меккенбойрен

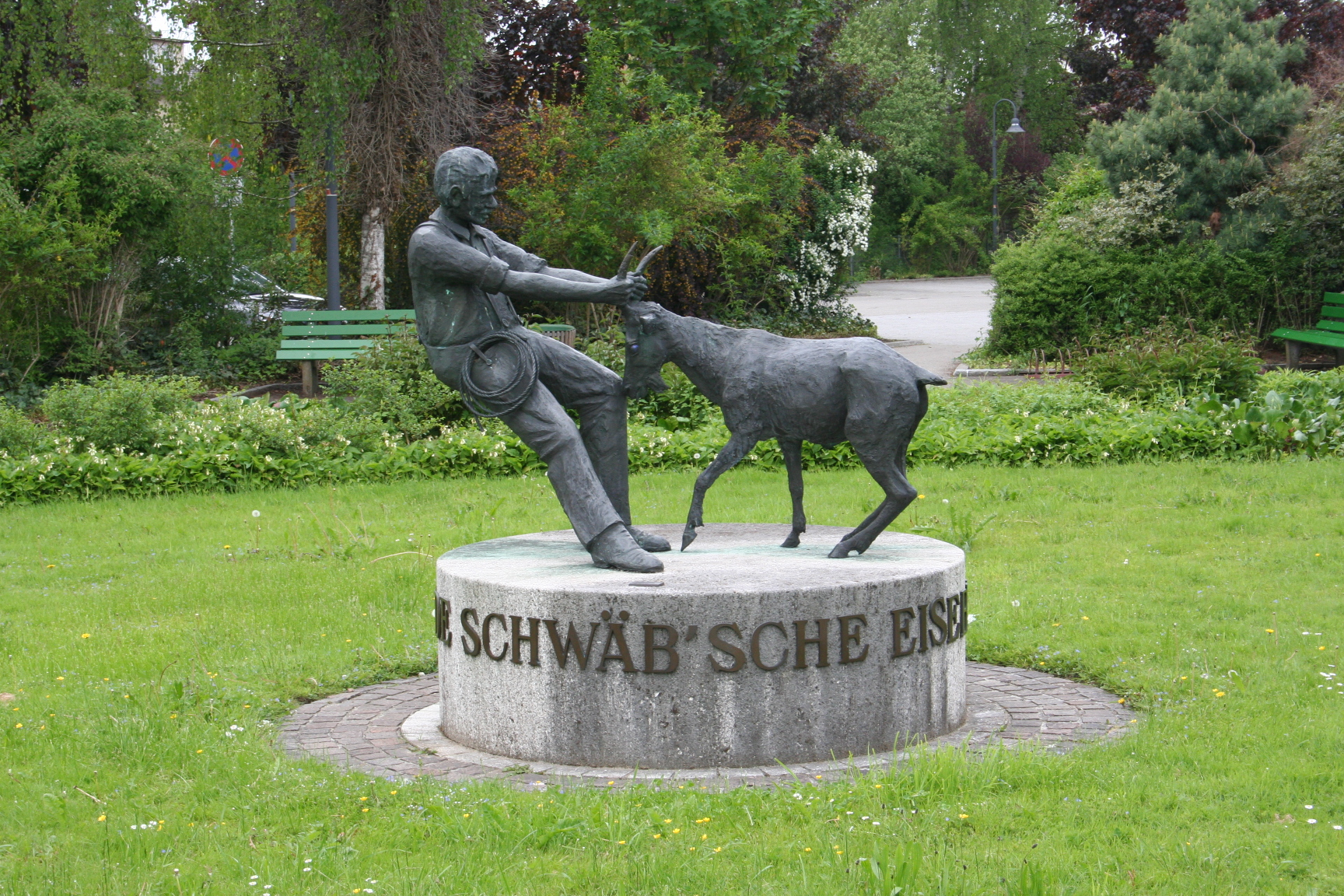
Памятник в Меккенбойрене

Памятник в Меккенбойрене установлен рядом с вокзалом, на углу улиц Вокзальной (Банхоф-штрассе) и Равенсбургер-штрассе. Он изображает крестьянина, который тащит своего козла за рога — очевидно, на находящуюся рядом станцию. Композиция установлена на бетонном постаменте, по окружности которого идет надпись, являющаяся названием и первой строчкой песни: «AUF DE SCHWÄB’SCHE EISEBAHNE». Созданная скульптором Инго Коблишеком из Фридрихсхафенам, бронзовая пара была установлена и торжественно открыта в 1986 году, во время ежегодного праздника на станции Меккенбойрен.

## «Auf de schwäbsche Eisebahne» в культуре

- «Железная дорога Боденское озеро — Верхняя Швабия» («Bodensee-Oberschwaben-Bahn»)— частная компания, обслуживающая участок Аулендорф — Фридрихсхафен, имеет в качестве своего логотипа козлиную голову. Пассажиры называют ее «Козлиной дорогой» («Geißbockbahn»). Интересно, что журнал, издаваемый компанией два раза в год, продолжает «козью» тему: он называется «Козий Петер» («Geißenpeter») — по имени героя весьма популярной в немецкоязычных странах швейцарской детской повести «Хайди», 11-летнего пастуха коз.
- Песня в течение некоторого времени звучит в фильме «Мокасины Маниту»: — ее напевают индейцы, когда едут на дрезине.